# Lerchenstraße (Heilbronn)
Die Lerchenstraße liegt in der östlichen Innenstadt sowie im Osten von Heilbronn und verbindet die Uhlandstraße im Westen mit dem Daucherweg im Osten. Sie wurde nach dem Gewann Lerchenberg benannt zu dem die Straße führt.

## Bauwerke
- Zwischen den Nr. 12 und 34 befindet sich die Justizvollzugsanstalt.
- Im Haus Nr. 31 lebte Theodor Heuss mit seiner Ehefrau Elly Heuss-Knapp und seinem Sohn.[3]
- Das Wohnhaus Nr. 35 wurde 1890 nach Plänen von Heinrich Stroh für den Oberinspektor Karl Freundschuh erbaut.[4]
- 1899 wurde ein Gebäudekomplex für die Silberwarenfabrik Peter Bruckmann & Söhne an der Nr. 40 erbaut.[5] 1940 fand noch ein Neubau für die Herstellung von Zünderteilen statt.[6] Nach dem Neubau 1978 befinden sich dort das Landratsamt[7] und das Kreismedienzentrum.[8] 2008 wurde das Verwaltungsgebäude der ehemaligen Fabrik abgerissen.[9] 2010 erfolgte der Bezug eines Erweiterungsbaus.[10]
- Das Wohnhaus Nr. 72 wurde 1952 vom Architekten Rudolf Baer für den Kaufmann Dr. Max Beker erbaut.[11]

### Abgegangen Bauwerke

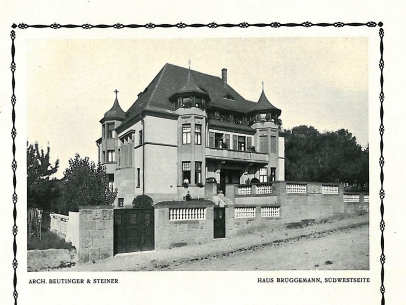
Villa Pfleiderer

- Im 2022 abgerissenen Haus Nr. 43 lebte einst Theodor Heuss mit seinen Eltern.[12][13]
- Das Haus Nr. 45 gehörte der Firma Schneider und wurde 1987 abgebrochen.[14]
- Die ehemalige Villa Rümelin wurde 1913 durch den Architekten Hermann Muthesius für die Familie Rümelin im Landhausstil entworfen und vom Architekten Adolf Braunwald erbaut. Sie stand in der Nr. 74, ehe sie 1970 abgebrochen wurde.
- Die ehemalige Villa Pfleiderer an der Nr. 79 wurde 1907/1908 von dem Architekturbüro Beutinger & Steiner für den Fabrikanten Walter Brüggemann erbaut. Von 1957 bis 1969 befand sich dort die Kirche Jesu Christi der Heiligen der Letzten Tage.[15] Es wurde 1973 abgerissen.
- Die ehemalige Villa Lichdi an der Nr. 83/Ecke Alexanderstraße, das der Witwe Henriette Lichdi gehörte, wurde nach dem Zweiten Weltkrieg vom amerikanischen Militär beschlagnahmt und als Amerikahaus genutzt.[16]